# Código BIDI
Los código BIDI son un tipo de código de barras bidimensionales de algoritmo cerrado que necesitan licencia para poder ser creados. Para leerlos es necesario una aplicación que la empresa que explota la licencia proporciona a los usuarios de forma controlada. Los BIDI se pueden utilizar de forma privada y suelen tener una orientación comercial y un fin lucrativo.

## Origen
Fueron creados por las empresas de telefonía móvil (Movistar, Orange, Vodafone,...) en un primer momento para hacer propaganda de sus productos. Posteriormente cada una intentó imponer su propio código en el mercado.

## Comparación con código QR
Los códigos BIDI son similares a los códigos QR pero con algunas diferencias:
- Menor capacidad de almacenamiento.[2]
- Más complejos de reconocer y leer.[2]
- Carecen de los cuadrados en tres de sus esquinas (las dos superiores y la inferior izquierda) que tiene los QR.[2]
- Aunque existen varios lectores que permiten la lectura de BIDI con dispositivos móviles, no todos los lectores soportan este formato debido a su coste y menor difusión.[2]
- Mayor densidad de información.[2]
- Licencia de uso cerrada. A diferencia del los QR que son de código abierto y de uso absolutamente gratuito.[2]